# تور دوچرخه‌سواری استونی
تور دوچرخه‌سواری استونی (انگلیسی: Tour of Estonia) یک تور دوچرخه‌سواری جاده در استونی است.
این تور از سال ۲۰۱۳ به صورت رقابت مرحله‌ای در ۲ روز برگزار می‌شود.